# 애들레이드 오벌

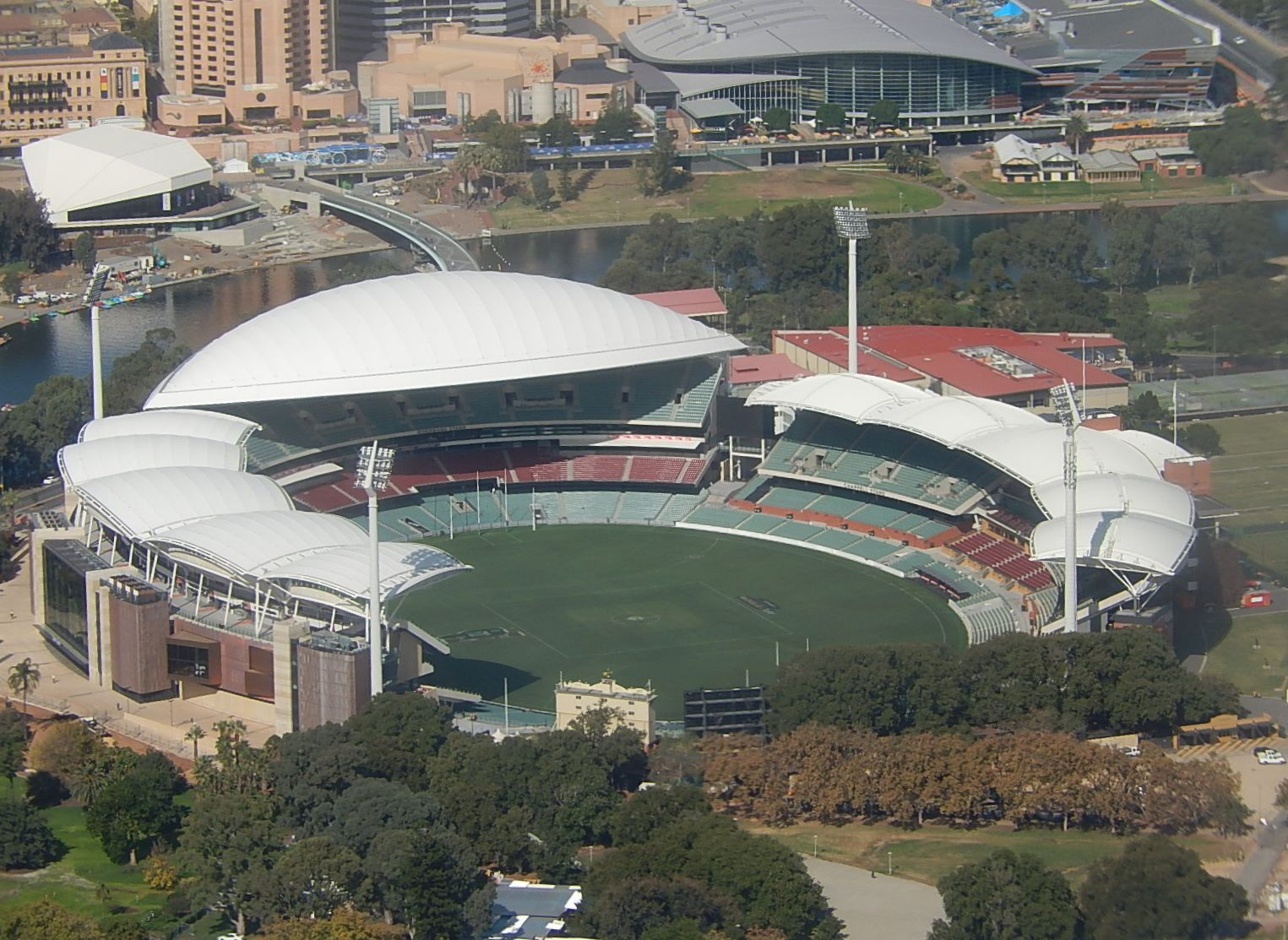
애들레이드 오벌

애들레이드 오벌(Adelaide Oval)은 오스트레일리아 사우스오스트레일리아주 애들레이드에 있는 경기장이다. 1871년에 사우스오스트레일리아 크리켓 협회 (SACA)에 의해 지어졌다.
대부분 크리켓 경기에 사용되지만, 오스트레일리안 풋볼 클럽인 애들레이드 풋볼 클럽과 포트애들레이드 풋볼 클럽이 구장으로 사용하고 있다.